# 47171 Lempo
47171 Lempo eller 1999 TC36 är ett objekt i Kuiperbältet. Den upptäcktes 1999 av astronomerna E. P. Rubenstein och L. G. Strolger vid Kitt Peak-observatoriet. Den är klassificerad som en plutino. 47171 Lempo var det första kuiperbältsobjektet man upptäckte som hade en måne (förutom Pluto). 47171 Lempo är ett av de ljusaste objekten i Kuiperbältet. Den är uppkallad efter Lempo i det finska nationaleposet Kalevala.

## Binär
2007 kunde man med Hubble-teleskopet bekräfta att huvudobjektet är binärt. Den största delen är runt 272 km i diameter och den något mindre 251 km. Objekten cirkulerar runt varandra på ett avstånd av 867 km. Samtidigt med att Lempo namngavs så fick också kompanjonen namnet Hiisi.

## Måne
Månen, med beteckningen: S/2001 (47171) 1, upptäcktes 8 december 2001 av Chad Trujillo och Michael E. Brown med hjälp av rymdteleskopet Hubble. Avståndet till huvudobjektet uppmättes till 7 720 km. Omloppstiden är 50,4 dygn. Månens diameter är 132 kilometer. Månen namngavs till Paha  samtidigt med Lempo och Hiisi. Alla namn har sitt ursprung från Kalevala.